# Гудович, Иван Васильевич
Граф (с 5 апреля 1797) Ива́н Васи́льевич Гудо́вич (1741, Старые Ивайтенки, Стародубский полк, Российская империя  — 22 января [3 февраля] 1820, Ольгополь, Подольская губерния, Российская империя) — русский военачальник и государственный деятель, генерал-фельдмаршал (30 августа 1807). В 1789 году отвоевал у турок Хаджибей (ныне Одесса), в 1791 году овладел Анапской крепостью, в 1806 году завоевал каспийское побережье Дагестана. Главнокомандующий в Грузии (24.06.1806-03.09.1808). Московский главнокомандующий (08.08.1809-12.05.1812).

## Ранние годы
Происходил из дворянского рода Гудовичей. Родился в 1741 году в селе Старые Ивайтёнки (Бакланская сотня Стародубского полка), сын Василия Андреевича Гудовича, служившего малороссийским генеральным подскарбием, а после упразднения гетманства переименованного в тайные советники.
Учился Иван Гудович в Кёнигсбергском и Лейпцигском университетах. Службу начал в 1759 году прапорщиком Инженерного корпуса, затем флигель-адъютант начальника оружейной канцелярии П. И. Шувалова.
В короткое царствование императора Петра III сделал стремительную карьеру благодаря помощи своего брата Андрея Васильевича Гудовича, ставшего одним из наиболее приближённых к императору офицеров. В 1761 году он был назначен генерал-адъютантом дяди императора генерал-фельдмаршала принца Георга Шлезвиг-Голштинского. После прихода к власти Екатерины II (1762) был арестован, но через три недели освобождён и вскоре получил повышение.

## Военная карьера

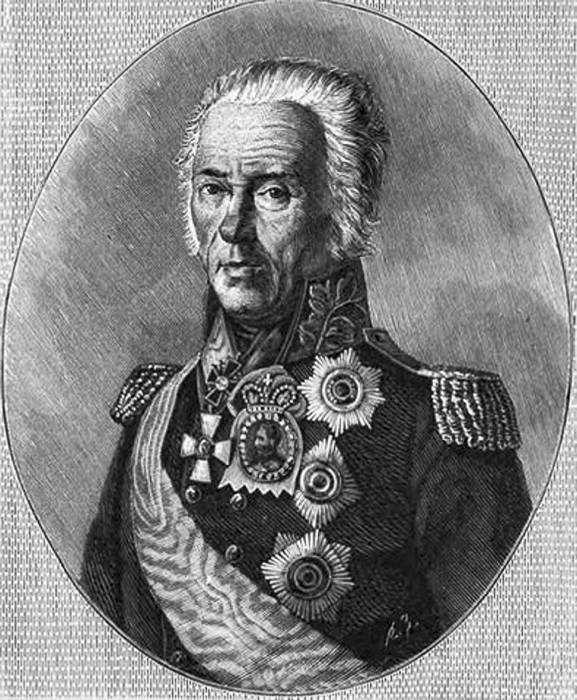
Иван Гудович. гравированный портрет.

С 1763 года Гудович — командир Астраханского пехотного полка, с которым отправился в Польшу, чтобы обеспечить избрание королём русского ставленника Станислава Понятовского.
Впервые участвовал в боевых действиях в Русско-турецкую войну 1768—1774 годов. Отличился в сражении под Хотином (11 июля 1769 года), Ларгском (7 июля 1770 года), Кагульском сражении (21 июля 1770 года); командуя отдельным отрядом в Валахии, разбил войска сераскира (11 ноября 1770 года) и занял Бухарест (14 ноября 1770 года); затем командовал колонной в штурмах Журжи (Джурджу) (21 февраля и 7 августа 1771 года); разбил турок при Одалунах (1771). В 1772 году тяжело заболел и покинул армию, в 1774 году вернулся в строй и принял участие в завершающих сражениях войны на Дунае.
После заключения Кючук-Кайнарджийского мира в 1774 году назначен командующим дивизией в районе Очакова и на реке Южный Буг, затем в Херсоне. В 1776 году женился на младшей дочери последнего малороссийского гетмана Кирилла Григорьевича Разумовского от брака с Екатериной Ивановной Нарышкиной.
В 1785—1796 годах — генерал-губернатор рязанского и тамбовского наместничеств; одновременно с этим — инспектор армии по инфантерии и кавалерии.
В русско-турецкую войну 1787—1791 годов по собственной просьбе отправлен в действующую армию (оставаясь наместником) и назначен командующим отдельным корпусом. Во главе его овладел укреплениями Хаджибея (14 сентября 1789 года) и крепостью Килия (18 октября 1790 года). С 12 ноября 1790 года — командующий Кубанским корпусом и начальник Кавказской линии; с 7-тысячным отрядом штурмом взял Анапу (22 июня 1791 года), которую защищал 15-тысячный турецкий гарнизон.
При Гудовиче к России присоединены территории Тарковского шамхальства и Дербентского ханства. Под руководством Гудовича построены крепости Усть-Лабинская, Кавказская, Шелководская. Участник подавления Есауловского бунта на Дону в 1792—1794 годах.
В 1796 году, после того как граф В. А. Зубов был назначен командующим войсками, предназначенными для похода в Персию, Гудович подал в отставку, посчитав себя обойдённым по службе. Вместо отставки ему было дано увольнение на два года; при этом императрица дала ему 1800 крепостных в Подольской губернии. После вступления на престол Павла I получил назначение на место В.А. Зубова, а при коронации Павла I 5 апреля 1797 года пожалован графским титулом.
С 1798 года — военный губернатор, сначала — киевский, затем — подольский ; на этом посту запомнился как «чрезмерно гордый, старинного века вельможа, особенно (настроенный) против поляков». В 1799 году — главнокомандующий армией, предназначенной для действий на Рейне. Однако уже в июле 1800 года за критику военной реформы был уволен в отставку.
В 1806 году возвращён на службу и назначен главнокомандующим войсками в Грузии и Дагестане, принял энергичные меры по прекращению чумы на Кавказе.
В русско-турецкую войну 1806—1812 годов не смог захватить штурмом крепость Ахалкалаки, но 18 июня 1807 года одержал победу над турецкими войсками сераскира Юсуф-паши близ крепости Гумры в сражении на реке Арпачай, за которое получил чин генерал-фельдмаршала. После неудачного штурма Эривани (17 ноября 1808 года) отвел войска в Грузию. Тяжелая болезнь (с потерей глаза) вынудила Гудовича в 1809 году оставить Кавказ.

## Московский главнокомандующий
С 8 августа 1809 года Гудович — главнокомандующий в Москве; с 10 августа — сенатор; одновременно, с 1 января 1810 года — член Государственного совета.
«Он умел высоко поддерживать высокое звание главнокомандующего в столице, — писал о Гудовиче Ф. Ф. Вигель, — то есть заставлял себе повиноваться, окружал себя помпой и давал официальные обеды и балы. Может быть, в зрелых летах имел он много твердости, но под старость она превратилась у него в своенравие…»
Странности его отмечал и князь П. А. Вяземский, вспоминая о том, что Гудович слыл в Москве «гонителем очков и троечной упряжи». Никто не мог являться к нему в очках, и даже в чужих домах он заставлял их снимать, а приезжавшие в Москву на тройках должны были выпрягать у заставы одну лошадь, опасаясь попасть в полицию за неповиновение.

Выжив из лет, он совершенно отдал себя в руки меньшого брата, графа Михаила Васильевича, который слыл человеком весьма корыстолюбивым. Оттого-то управление Москвою шло не лучше нынешнего: всё было продажное, всё было на откупе. Подручником последнего был какой-то медик, французо-итальянец, если не ошибаюсь, Салватори, и они между собою делили прибыль. Так, по крайней мере, все утверждали и в то же время были уверены, что медик не что иное, как тайный агент французского правительства. Надлежало непременно сменить Гудовича, и государь сделал сие с обычными ему привлекательными формами, при весьма лестном рескрипте, препроводив к нему портрет свой, алмазами украшенный.— Ф. Ф. Вигель, «Записки»
За месяц до вторжения французов, 12 мая 1812 года, Гудович был уволен в отставку по состоянию здоровья. Последние годы своей жизни провёл в подольском имении Чечельнике, развлекаясь музицированием и охотой.
Благодаря пожалованиям он располагал крупными поместьями (Иванковцы, Олешин и др.), в которых проживало около 13000 душ крестьян.
Скончался 22 января (3 февраля) 1820 года.Завещал похоронить себя в Софийском соборе в Киеве, однако его останки были перенесены в Успенский собор Киево-Печерской лавры. Могила утрачена после того, как Успенский собор в 1941 году был взорван.

## Военные чины
- Инженер-прапорщик (01.01.1759)
- Флигель-адъютант (01.10.1760)
- Подполковник (01.01.1761)
- Генерал-адъютант (28.12.1761)
- Полковник (17.04.1763)
- Бригадир (16.03.1770)
- Генерал-майор (04.12.1770)
- Генерал-поручик (28.06.1777)
- Генерал-аншеф (12.11.1790)
- Генерал-фельдмаршал (30.08.1807)

## Награды
- Орден Святого Георгия 3-й степени (27.07.1770)
- Орден Святой Анны (14.04.1771)
- Орден Святого Александра Невского (01.01.1784)
- Орден Святого Владимира 1-й степени (22.09.1787)
- Орден Святого Георгия 2-й степени (15.07.1791)
- Золотая шпага с надписью «За храбрость», украшенная лаврами и алмазами (15.07.1791)[8]
- Орден Святого Андрея Первозванного (02.09.1793)
- Портрет Его Величества императора Александра I, украшенный бриллиантами, для ношения на груди (13.02.1812)[8]

## Семья

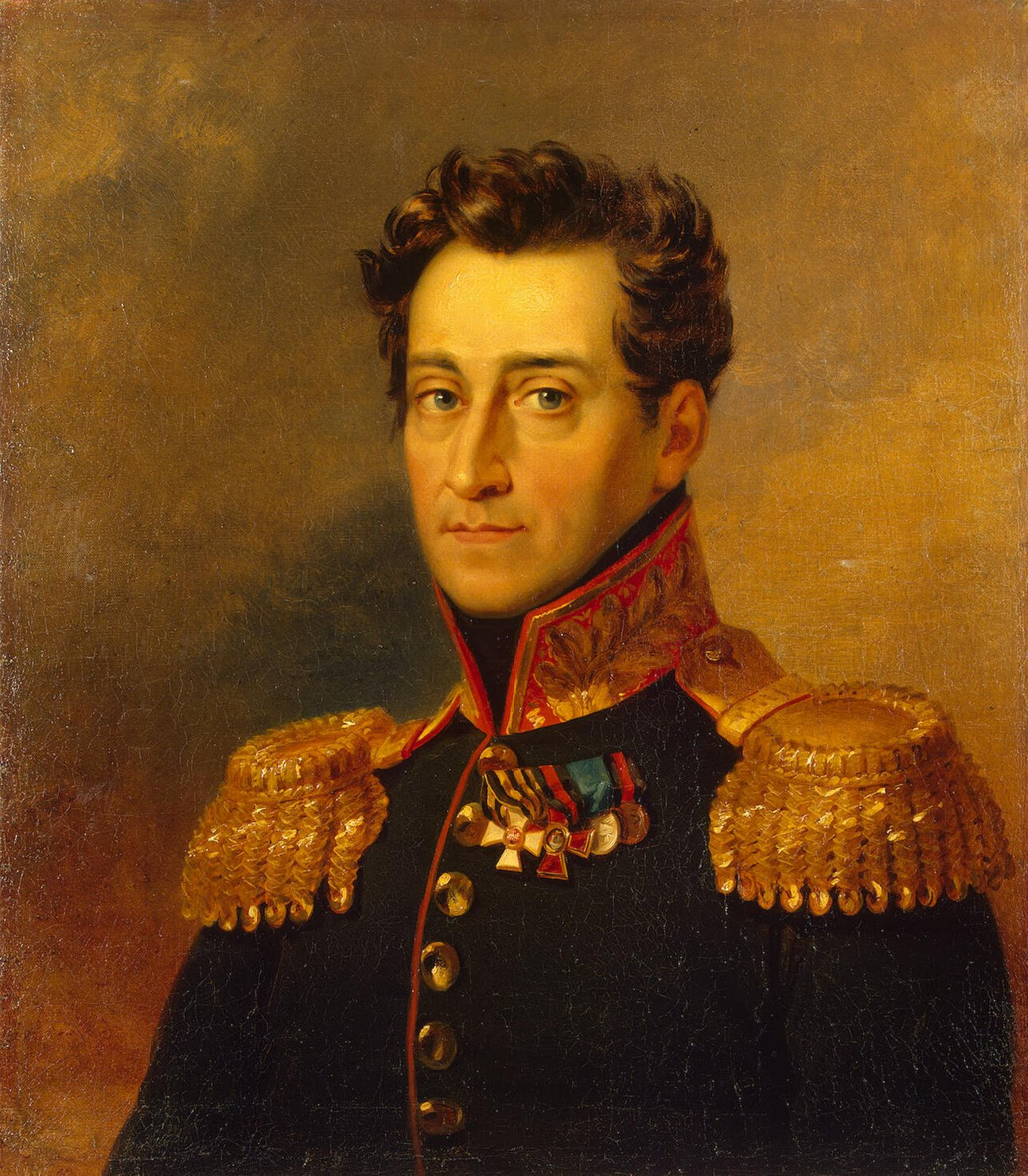
Андрей Иванович — сын.

Был женат на фрейлине графине Прасковье Кирилловне Разумовской (12.12.1755—20.10.1808), дочери генерал-фельдмаршала и гетмана Украины Кирилла Разумовского (1728—1803). Свадьба состоялась против воли невесты, по настоянию её двоюродной сестры графини С. О. Апраксиной. 
В браке родились следующие дети:
- Екатерина Ивановна (1776—?)
- Кирилл Иванович (1777—1856), генерал-майор, был женат на княжне Варваре Яковлевне Голицыной (1786—1857).
- Андрей Иванович (1782—1869), генерал-майор, доблестно сражался в войнах начала XIX века и особенно отличился в Отечественной войне 1812 года.
- Анна Ивановна
- Елизавета Ивановна (1786—1868), фрейлина, с 1819 года замужем за полковником кавалергардского полка Ильёй Ивановичем Лизогубом[9].
- Василий Иванович ум. 1794 г. 4 мая, 3-х месяцев, погребён в Новодевичьем монастыре.

## Память
Именем Гудовича названы улицы в Одессе и Усть-Лабинске (районный центр Краснодарского края). Улица Протапова в Анапе до 1920 года именовалась бульваром Гудовича. Также именем Гудовича до революции была названа улица в Тифлисе (ныне — улица Чонкадзе).
В 2011 году сквер в центре Анапы, расположенный между улицами Протапова и Крепостной, был назван в честь Гудовича. 
25 сентября 2011 года в этом сквере был открыт памятник Гудовичу. Памятник представляет собой бюст фельдмаршала в парадной форме на завершающем этапе его карьеры. Бюст установлен на гранитный постамент, доска на котором гласит:
| Текст доски гласит: Иван Васильевич Гудович 1741 — 1820 — — — Генерал-фельдмаршал, Главнокомандующий русской армией, Член государственного совета, Сенатор — — — Разработал и осуществил взятие русскими войсками Турецкой крепости Анапа — «Кавказский Измаил» 22 июня 1791 года. |

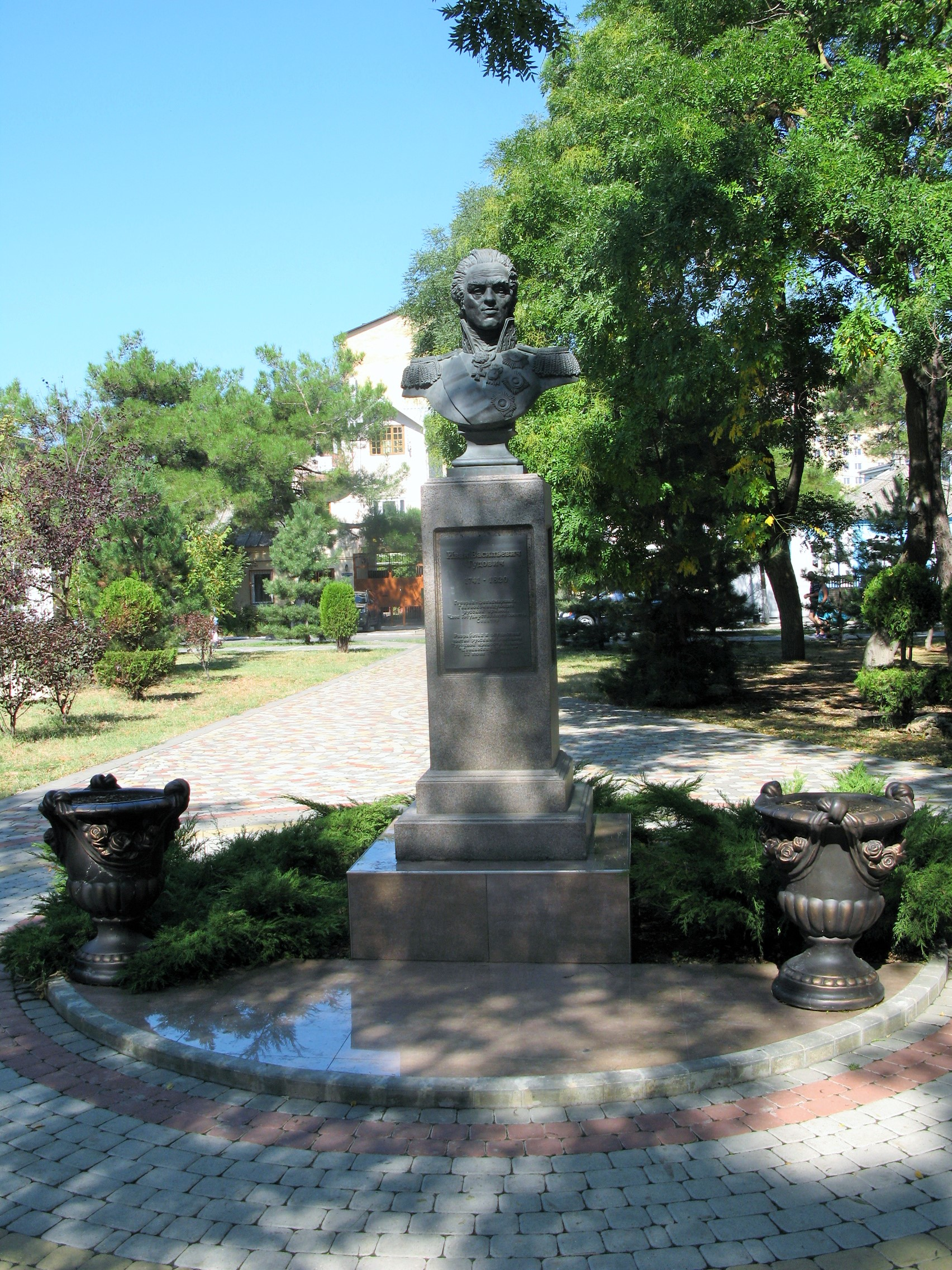
Памятник Гудовичу в Анапе

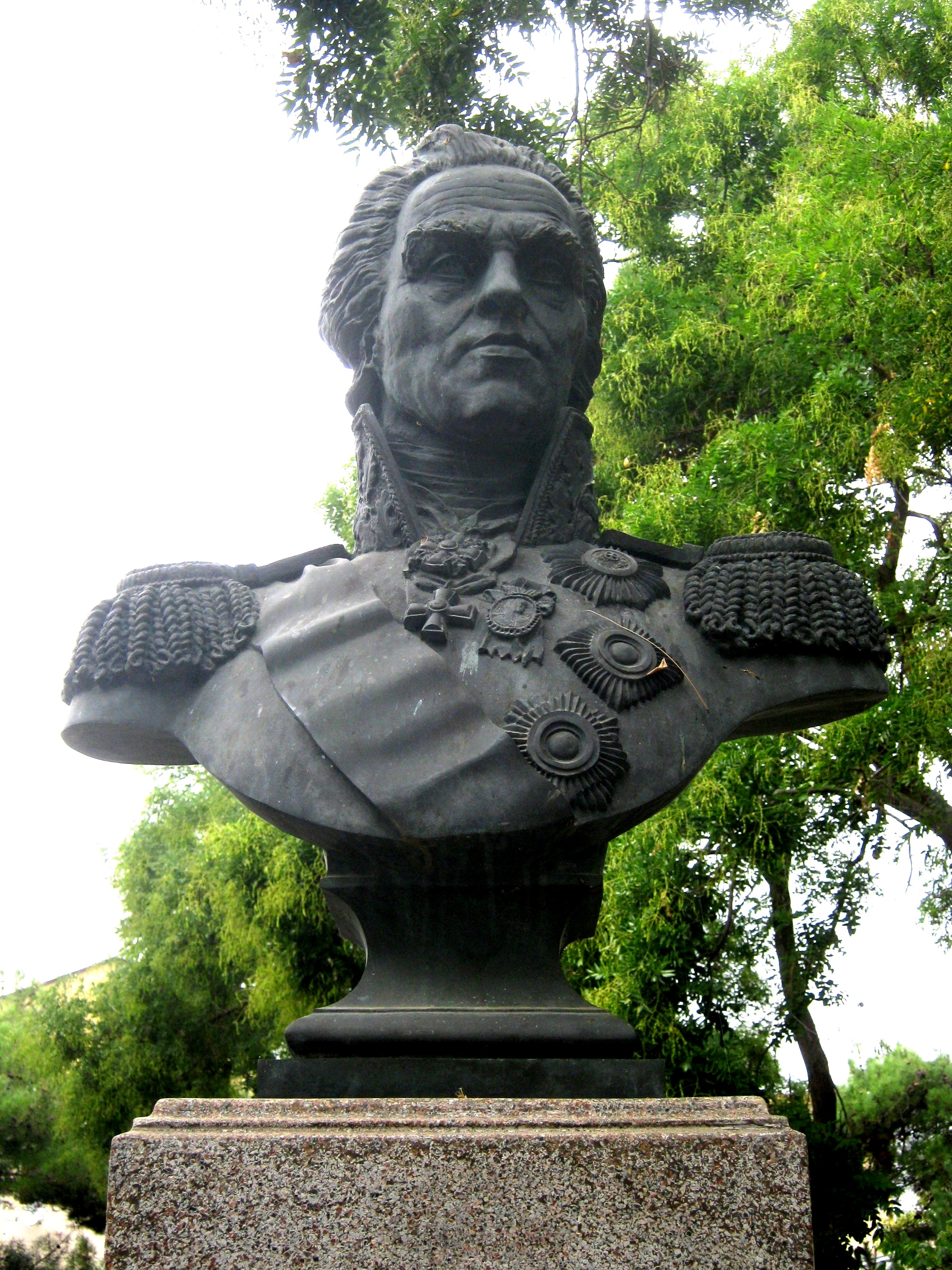
Бюст Гудовича крупным планом

Памятник расположен с правой стороны от входа в краеведческий музей Анапы, на месте, где в XVIII столетии проходила стена турецкой крепости, которую осаждали войска Гудовича. Автором памятника стал Заслуженный художник Российской Федерации А. Аполлонов.
В 2019 году именем Гудовича была названа школа №16 города Анапы.

## В литературе
- Иван Гудович — один из героев романа Юрия Трусова «Хаджибей», в котором описываются события в Северном Причерноморье на рубеже XVIII и XIX вв.